# Вардаровци
Вардаровци (грч. Αξιοχώρι, Аксиохори) је насељено место у општини Пеонија у периферији Средишња Македонија, Грчка. Према попису из 2021. године било је 212 становника.
Према бугарском географу и историчару, Василу Канчову, у Вардаровцу је 1900. године живело 230 Словена хришћана. 
Током Другог балканског рата грчка војска је протерала већи део становништва. Након рата насељено је 15 грчких избегличких породица из Турске. Године 1924. исељено је последњих 28 Словена у Бугарску а на њихово место је насељен већи број грчких избегличких породица из Турске и Бугарске. На попису из 1928. године Вардаровци су имали 565 становника.